# Ella Kamanya
Ella Ndatega Kamanya (9 de novembro de 1961 - 31 de julho de 2005) foi uma política e mulher de negócios namibiana. Ela ingressou na Organização do Povo do Sudoeste da África (SWAPO) no exílio em 1978 e sobreviveu à Batalha de Cassinga pelo Exército Sul-Africano. Kamaya foi nomeada para a Assembleia Nacional da Namíbia em 2003, substituindo Hage Geingob. Em março de 2004, Kamanya foi nomeada para o Parlamento Pan-Africano.
Mulher de negócios de profissão, Kamanya dirigiu cinemas em Ongwediva e Ondangwa antes de ingressar na Assembleia Nacional. Ela pediu para ser enterrada no norte da Namíbia.